# In New York (альбом Лайтніна Гопкінса)
In New York — студійний альбом американського блюзового музиканта Лайтніна Гопкінса, випущений у 1961 році лейблом Candid.

## Опис
На цій сесії Лайтнін Гопкінс виконує сольно вісім пісень без акомпанементу, і не тільки співає і грає на гітарі, однак також грає рідкісні соло на фортепіано (включаючи «Lightnin's Piano Boogie»). Сесія звукозапису відбулась 15 листопада 1960 року на студії Nola Recording Studios в Нью-Йорку, продюсером виступив Нет Гентофф.
Гопкінс записав низку альбомів у 1960-х; цей випуск на лейблі Candid (дочірньому Cadence Records) є одним з найкращих з того періоду. Серед пісень виділяються «Take It Easy», «Mighty Crazy» і «Mister Charlie».

## Список композицій
1. «Take It Easy» (Лайтнін Гопкінс) — 6:21
2. «Mighty Crazy» (Лайтнін Гопкінс) — 7:04
3. «Your Own Fault, Baby, to Treat Me the Way You Do» (Лайтнін Гопкінс) — 4:44
4. «I've Had My Fun If I Don't Get Well No More» (Лайтнін Гопкінс) — 3:55
5. «The Trouble Blues» (Лайтнін Гопкінс) — 4:42
6. «Lightnin's Piano Boogie» (Лайтнін Гопкінс) — 2:29
7. «Wonder Why» (Лайтнін Гопкінс) — 6:12
8. «Mister Charlie» (Лайтнін Гопкінс) — 7:26

## Учасники запису
- Лайтнін Гопкінс — вокал, гітара, фортепіано

Технічний персонал
- Нет Гентофф — продюсер, текст
- Боб Д'Орлінс — інженер
- Френк Гона — дизайн, фотографія